# Менифи (Арканзас)
Менифи (енгл. Menifee) град је у америчкој савезној држави Арканзас.

## Демографија
По попису из 2010. године број становника је 302, што је 9 (-2,9%) становника мање него 2000. године.
| Група             | 2000.       | 2010.       |
| Белци             | 37 (11,9%)  | 21 (7,0%)   |
| Афроамериканци    | 263 (84,6%) | 251 (83,1%) |
| Азијати           | 0 (0,0%)    | 0 (0,0%)    |
| Хиспаноамериканци | 6 (1,9%)    | 18 (6,0%)   |
| Укупно            | 311         | 302         |